# Edith Robinson
Edith Robinson, född 26 februari 1906, död 7 oktober 2000, var en friidrottare från Australien. Hon deltog vid olympiska sommarspelen 1928.